# Lego Indiana Jones 2: The Adventure Continues
Lego Indiana Jones 2: The Adventure Continues är ett spel utvecklat av Traveller's Tales och utgivet av LucasArts. Spelet låter spelare att spela en "tongue-in-cheek" tappning av de fyra Indiana Jones-filmerna, inkluderat den senaste filmen i franchisen, Indiana Jones och Kristalldödskallens rike, som inte inkluderades i det föregående spelet.
Spelet släpptes den 17 november 2009 på PlayStation 3, Xbox 360, Wii, PlayStation Portable, Microsoft Windows och Nintendo DS.